# A la caza del Chotta
A la caza del Chotta es una historieta de 1985 de Mortadelo y Filemón realizada por el Bruguera Equip.

## Trayectoria editorial
Esta fue una de las historietas de los 80 no dibujadas ni escritas por Francisco Ibáñez, que se realizaron tras la marcha de éste de la editorial Bruguera en 1985. El cómic fue escrito por Jesús de Cos y dibujado por Juan Manuel Muñoz. Se serializó por primera vez entre los números 189 y 196 de la revista Mortadelo Especial. En 1985, se publicó en el nº 310 (M.220) de la antigua Colección Olé y dejó de publicarse en 1988 cuando Ibáñez se volvió a hacer con el control de sus personajes.

## Sinopsis
En el Tíbet han capturado al Chotta, un primo lejano del Yeti mucho más canijo que su pariente, pero también mucho más gamberro. Mortadelo y Filemón deben entregarlo al laboratorio del profesor Von Alcachoffen para estudiarlo. Sin embargo, Mortadelo estrella el jet donde se encontraban los dos agentes, el Súper, Bacterio y Ofelia en los Alpes, escapando el Chotta, por lo que deben capturarlo antes para evitar que realice más fechorías entre los alpinos.